# ديوردي يوفانوفيتش
ديوردي يوفانوفيتش مواليد 22 يناير 1980 في جمهورية صربيا الاشتراكية، هو لاعب كرة سلة صربي معتزل. لعب مع نادي بودوشنوست لكرة السلة في موسم 1998–1999، ثم لعب مع نادي هوبسي بولزلا لكرة السلة من سنة 1999 إلى 2001، ثم لعب مع نادي تيميشوارا لكرة السلة في موسم 2002–2003، ثم لعب مع نادي الوحدات في موسم 2004–2005، ثم لعب مع نادي كركا لكرة السلة في موسم 2005–2006، ثم لعب مع نادي الوحدات في موسم 2007–2008.

## روابط خارجية
- ديوردي يوفانوفيتش على موقع كرة السلة الأوروبية.كوم (الإنجليزية)
- ديوردي يوفانوفيتش على موقع بروبوليرز (الإنجليزية)